# 원신흥도서관
원신흥도서관은 대전광역시 유성구에 있는 공립 도서관이다.

## 연혁
- 2019년 1월 24일 개관.